# Martin Szokody
Martin Gissel Szokody (født 4. april 1999 i Slimminge) er en cykelrytter fra Danmark, der kører for BHS-PL Beton Bornholm.

## Karriere
Efter at have været en del af elitetruppen hos Ringsted Svømmeklub, skiftede Szokody sportsgren, og deltog i 2019 i sit første licensløb som cykelrytter for Køge Cykel Ring. I 2022 skiftede han til eliteteamet Team Give Elementer. Her kørte han i to sæsoner, inden han fra 2024 skrev kontrakt med kontinentalholdet BHS-PL Beton Bornholm.
Siden 2019 har han studeret til bygningsingeniør på Danmarks Tekniske Universitet.